# Andreas Andreadis (siatkarz)
Andreas Andreadis (gr. Ανδρέας Ανδρεάδης; ur. 14 stycznia 1982 w  Provatonas) – grecki siatkarz, reprezentant kraju, grający na pozycji środkowego. 

## Sukcesy klubowe
Mistrzostwo Grecji:
- 2006, 2010, 2011, 2017, 2018, 2019[5] 2021[6]
- 2007, 2008, 2009, 2014, 2016, 2020, 2022[7]
- 2005

Puchar Top Teams:
- 2006

Superpuchar Grecji:
- 2006, 2010

Puchar Grecji:
- 2007, 2008, 2011

Puchar CEV:
- 2009

Puchar Challenge:
- 2018

Puchar Ligi Greckiej:
- 2018, 2019